# Mayfield (Kentucky)
Mayfield és una població dels Estats Units a l'estat de Kentucky. Segons el cens del 2000 tenia 10.349 habitants.

## Demografia
Segons el cens del 2000, Mayfield tenia 10.349 habitants, 4.358 habitatges, i 2.667 famílies. La densitat de població era de 598,2 habitants/km².
Dels 4.358 habitatges en un 26,9% hi vivien nens de menys de 18 anys, en un 42,4% hi vivien parelles casades, en un 15,6% dones solteres, i en un 38,8% no eren unitats familiars. En el 35,3% dels habitatges hi vivien persones soles el 18,9% de les quals corresponia a persones de 65 anys o més que vivien soles. El nombre mitjà de persones vivint en cada habitatge era de 2,27 i el nombre mitjà de persones que vivien en cada família era de 2,89.
Per edats la població es repartia de la següent manera: un 23,3% tenia menys de 18 anys, un 9,2% entre 18 i 24, un 24,9% entre 25 i 44, un 20,9% de 45 a 60 i un 21,6% 65 anys o més.
L'edat mediana era de 39 anys. Per cada 100 dones de 18 o més anys hi havia 80 homes.
La renda mediana per habitatge era de 20.400 $ i la renda mediana per família de 27.463 $. Els homes tenien una renda mediana de 29.324 $ mentre que les dones 18.575 $. La renda per capita de la població era de 15.327 $. Entorn del 23,4% de les famílies i el 27,5% de la població estaven per davall del llindar de pobresa.

## Poblacions més properes
El següent diagrama mostra les poblacions més properes.